# Nigoglia

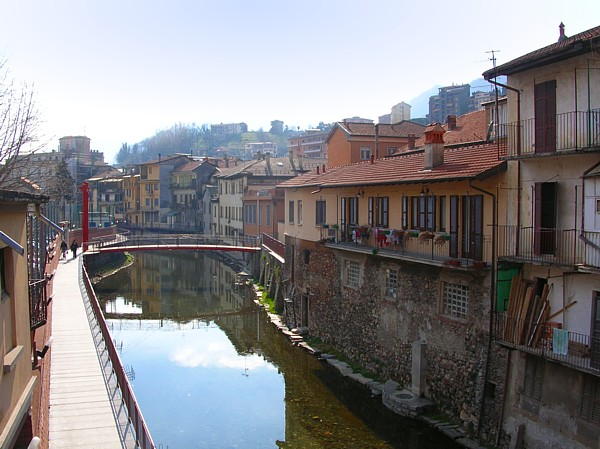
De Nigoglia in het centrum van Omegna

De Nigoglia is een rivier in de Noord-Italiaanse regio Piëmont, in de provincie Verbano Cusio Ossola. Het is een van de kortste rivieren van Italië. De Nigoglia is de afwateringsrivier van het Ortameer. Ze stroomt dwars door het stadje Omegna en vloeit al na enkele honderden meters samen met de rivier de Strona, afkomstig uit het gelijknamige dal.